# Hajnówka
Hajnówka (kiejtéseⓘ, IPA: [xai̯ˈnufka], belaruszul: Гайнаўка / Hajnaŭka, Lengyelország egyik városa (népesség 21 442 2014-ben), az ország északkeleti részében található, közel a belarusz határhoz, az egykori Białystoki, a mai Podlasiei vajdaság központja.